# David Spangler
David Spangler, né le 7 janvier 1945, est un auteur américain du New Age qui se décrit comme un « mystique pratique ». Il a contribué à l’établissement de la communauté Findhorn en Écosse. Son ouvrage de 1971 : Revelation : The Birth of A New Age est considéré comme un des fondateurs du mouvement New Age, bien que cet accomplissement l'ait embarrassé et qu’il soit devenu lui-même très critique de ce que le mouvement est devenu depuis, surtout ses éléments commerciaux et sensationnalistes.

## Biographie
Depuis son enfance, Spangler prétend être clairvoyant. À l’âge de 7 ans, il dit avoir eu une expérience mystique de « fusion avec le cosmos » et le souvenir de sa vie antérieure ainsi que les raisons qui l’ont conduit à son existence actuelle.
Il déclare avoir donné ses premières conférences en 1964, à l’âge de 19 ans.
Spangler resta à Findhorn jusqu’en 1973. En 1974, de retour aux États-Unis, il est cofondateur de Lindisfarne association qui a regroupé des scientifiques, des artistes, des enseignants spirituels, des activistes politiques et des économistes, parmi lesquels Gregory Bateson, John et Nancy Todd, Elaine Pagels, E. F. Schumacher, Stewart Brand, Paul Hawken, James Lovelock, et Paul Winter.
Sa critique tardive, en particulier du « narcissisme du New Age » (représenté, entre autres et selon lui, par Shirley MacLaine), est exposée dans son livre "Reimagination of the World", écrit avec William Irwin Thompson. Il identifie quatre significations du New Age (dont il rejette les deux premières pour son compte) :
- Le New Age commercial
- Le New Age Glamour
- Le New Age qui fait la promotion d'un nouveau paradigme
- Le New Age spirituel, ou sacré[2]

Il affirme avoir évolué depuis le genre « channeling » auquel il était associé dans les années 1970 jusqu’à une spiritualité qu'il dit être « pratique » et « incarnée » et à laquelle il se réfère actuellement au sein de son association Lorian.